# Limnoperdon
Limnoperdon es un género de hongos de la familia monotípica Limnoperdaceae. El género también es monotípico, ya que contiene una sola especie, el hongo acuático Limnoperdon incarnatum. La especie, descrita como nueva para la ciencia en 1976, produce cuerpos fructíferos que carecen de estructuras especializadas como tallo, sombrero y láminas, comunes en los hongos. En su lugar, los cuerpos fructíferos, descritos como globos acuáticos o flotantes, son pequeñas bolas (0,5-1 mm de diámetro) de hifas poco entrelazadas. Las bolas flotan en la superficie del agua sobre ramitas sumergidas. Las observaciones experimentales sobre el desarrollo del cuerpo fructífero, basadas en el crecimiento del hongo en cultivo puro, sugieren que una fina hebra de micelio ata la bola por encima del agua mientras madura. Los cuerpos fructíferos comienzan como un penacho de hifas, luego adquieren forma de copa y finalmente se encierran alrededor de una única cámara que contiene esporas rojizas. Descubierto inicialmente en un pantano del estado de Washington, el hongo se ha recogido desde entonces en Japón, Sudáfrica y Canadá.

## Taxonomía, clasificación y filogenia
La familia, el género y la especie fueron descritos por primera vez en una publicación de 1976 por los estudiantes de postgrado Gustavo Escobar y Dennis McCabe, y por el estudiante Craig Harpel que, en el otoño de 1974, encontraron el hongo como parte de «un proyecto de clase para encontrar y aislar fitomicetos» El holotipo se encuentra en el Herbario Micológico de la Universidad de Washington. Un isotipo (duplicado del espécimen holotipo) se encuentra en el Herbario de la Universidad de El Salvador en San Salvador.
|  | \| \| Pluteus petasatus \| \| \| \| \| \| Pluteus romellii \| \| \| \| |
|  |                                                                        |
|  | Pluteus atromarginatus                                                 |
|  |                                                                        |
|  | Pluteus petasatus                                                      |
|  |                                                                        |
|  | Pluteus romellii                                                       |
|  |                                                                        |

|  | Pluteus petasatus |
|  |                   |
|  | Pluteus romellii  |
|  |                   |

|  | \| \| Pluteus petasatus \| \| \| \| \| \| Pluteus romellii \| \| \| \| |
|  |                                                                        |
|  | Pluteus atromarginatus                                                 |
|  |                                                                        |
|  | Pluteus petasatus                                                      |
|  |                                                                        |
|  | Pluteus romellii                                                       |
|  |                                                                        |

|  | Pluteus petasatus |
|  |                   |
|  | Pluteus romellii  |
|  |                   |

|  | \| \| Pluteus petasatus \| \| \| \| \| \| Pluteus romellii \| \| \| \| |
|  |                                                                        |
|  | Pluteus atromarginatus                                                 |
|  |                                                                        |
|  | Pluteus petasatus                                                      |
|  |                                                                        |
|  | Pluteus romellii                                                       |
|  |                                                                        |

|  | Pluteus petasatus |
|  |                   |
|  | Pluteus romellii  |
|  |                   |

|  | \| \| Pluteus petasatus \| \| \| \| \| \| Pluteus romellii \| \| \| \| |
|  |                                                                        |
|  | Pluteus atromarginatus                                                 |
|  |                                                                        |
|  | Pluteus petasatus                                                      |
|  |                                                                        |
|  | Pluteus romellii                                                       |
|  |                                                                        |

|  | Pluteus petasatus |
|  |                   |
|  | Pluteus romellii  |
|  |                   |

|  | \| \| Pluteus petasatus \| \| \| \| \| \| Pluteus romellii \| \| \| \| |
|  |                                                                        |
|  | Pluteus atromarginatus                                                 |
|  |                                                                        |
|  | Pluteus petasatus                                                      |
|  |                                                                        |
|  | Pluteus romellii                                                       |
|  |                                                                        |

|  | Pluteus petasatus |
|  |                   |
|  | Pluteus romellii  |
|  |                   |

|  | \| \| Pluteus petasatus \| \| \| \| \| \| Pluteus romellii \| \| \| \| |
|  |                                                                        |
|  | Pluteus atromarginatus                                                 |
|  |                                                                        |
|  | Pluteus petasatus                                                      |
|  |                                                                        |
|  | Pluteus romellii                                                       |
|  |                                                                        |

|  | Pluteus petasatus |
|  |                   |
|  | Pluteus romellii  |
|  |                   |

|  | \| \| Pluteus petasatus \| \| \| \| \| \| Pluteus romellii \| \| \| \| |
|  |                                                                        |
|  | Pluteus atromarginatus                                                 |
|  |                                                                        |
|  | Pluteus petasatus                                                      |
|  |                                                                        |
|  | Pluteus romellii                                                       |
|  |                                                                        |

|  | Pluteus petasatus |
|  |                   |
|  | Pluteus romellii  |
|  |                   |

|  | \| \| Pluteus petasatus \| \| \| \| \| \| Pluteus romellii \| \| \| \| |
|  |                                                                        |
|  | Pluteus atromarginatus                                                 |
|  |                                                                        |
|  | Pluteus petasatus                                                      |
|  |                                                                        |
|  | Pluteus romellii                                                       |
|  |                                                                        |

|  | Pluteus petasatus |
|  |                   |
|  | Pluteus romellii  |
|  |                   |

|  | \| \| Pluteus petasatus \| \| \| \| \| \| Pluteus romellii \| \| \| \| |
|  |                                                                        |
|  | Pluteus atromarginatus                                                 |
|  |                                                                        |
|  | Pluteus petasatus                                                      |
|  |                                                                        |
|  | Pluteus romellii                                                       |
|  |                                                                        |

|  | Pluteus petasatus |
|  |                   |
|  | Pluteus romellii  |
|  |                   |

|  | \| \| Pluteus petasatus \| \| \| \| \| \| Pluteus romellii \| \| \| \| |
|  |                                                                        |
|  | Pluteus atromarginatus                                                 |
|  |                                                                        |
|  | Pluteus petasatus                                                      |
|  |                                                                        |
|  | Pluteus romellii                                                       |
|  |                                                                        |

|  | Pluteus petasatus |
|  |                   |
|  | Pluteus romellii  |
|  |                   |

|  | \| \| Pluteus petasatus \| \| \| \| \| \| Pluteus romellii \| \| \| \| |
|  |                                                                        |
|  | Pluteus atromarginatus                                                 |
|  |                                                                        |
|  | Pluteus petasatus                                                      |
|  |                                                                        |
|  | Pluteus romellii                                                       |
|  |                                                                        |

|  | Pluteus petasatus |
|  |                   |
|  | Pluteus romellii  |
|  |                   |

|  | \| \| Pluteus petasatus \| \| \| \| \| \| Pluteus romellii \| \| \| \| |
|  |                                                                        |
|  | Pluteus atromarginatus                                                 |
|  |                                                                        |
|  | Pluteus petasatus                                                      |
|  |                                                                        |
|  | Pluteus romellii                                                       |
|  |                                                                        |

|  | Pluteus petasatus |
|  |                   |
|  | Pluteus romellii  |
|  |                   |

|  | \| \| Pluteus petasatus \| \| \| \| \| \| Pluteus romellii \| \| \| \| |
|  |                                                                        |
|  | Pluteus atromarginatus                                                 |
|  |                                                                        |
|  | Pluteus petasatus                                                      |
|  |                                                                        |
|  | Pluteus romellii                                                       |
|  |                                                                        |

|  | Pluteus petasatus |
|  |                   |
|  | Pluteus romellii  |
|  |                   |

|  | \| \| Pluteus petasatus \| \| \| \| \| \| Pluteus romellii \| \| \| \| |
|  |                                                                        |
|  | Pluteus atromarginatus                                                 |
|  |                                                                        |
|  | Pluteus petasatus                                                      |
|  |                                                                        |
|  | Pluteus romellii                                                       |
|  |                                                                        |

|  | Pluteus petasatus |
|  |                   |
|  | Pluteus romellii  |
|  |                   |

|  | \| \| Pluteus petasatus \| \| \| \| \| \| Pluteus romellii \| \| \| \| |
|  |                                                                        |
|  | Pluteus atromarginatus                                                 |
|  |                                                                        |
|  | Pluteus petasatus                                                      |
|  |                                                                        |
|  | Pluteus romellii                                                       |
|  |                                                                        |

|  | Pluteus petasatus |
|  |                   |
|  | Pluteus romellii  |
|  |                   |

|  | \| \| Pluteus petasatus \| \| \| \| \| \| Pluteus romellii \| \| \| \| |
|  |                                                                        |
|  | Pluteus atromarginatus                                                 |
|  |                                                                        |
|  | Pluteus petasatus                                                      |
|  |                                                                        |
|  | Pluteus romellii                                                       |
|  |                                                                        |

|  | Pluteus petasatus |
|  |                   |
|  | Pluteus romellii  |
|  |                   |

|  | \| \| Pluteus petasatus \| \| \| \| \| \| Pluteus romellii \| \| \| \| |
|  |                                                                        |
|  | Pluteus atromarginatus                                                 |
|  |                                                                        |
|  | Pluteus petasatus                                                      |
|  |                                                                        |
|  | Pluteus romellii                                                       |
|  |                                                                        |

|  | Pluteus petasatus |
|  |                   |
|  | Pluteus romellii  |
|  |                   |

|  | \| \| Pluteus petasatus \| \| \| \| \| \| Pluteus romellii \| \| \| \| |
|  |                                                                        |
|  | Pluteus atromarginatus                                                 |
|  |                                                                        |
|  | Pluteus petasatus                                                      |
|  |                                                                        |
|  | Pluteus romellii                                                       |
|  |                                                                        |

|  | Pluteus petasatus |
|  |                   |
|  | Pluteus romellii  |
|  |                   |

|  | \| \| Pluteus petasatus \| \| \| \| \| \| Pluteus romellii \| \| \| \| |
|  |                                                                        |
|  | Pluteus atromarginatus                                                 |
|  |                                                                        |
|  | Pluteus petasatus                                                      |
|  |                                                                        |
|  | Pluteus romellii                                                       |
|  |                                                                        |

|  | Pluteus petasatus |
|  |                   |
|  | Pluteus romellii  |
|  |                   |

|  | \| \| Pluteus petasatus \| \| \| \| \| \| Pluteus romellii \| \| \| \| |
|  |                                                                        |
|  | Pluteus atromarginatus                                                 |
|  |                                                                        |
|  | Pluteus petasatus                                                      |
|  |                                                                        |
|  | Pluteus romellii                                                       |
|  |                                                                        |

|  | Pluteus petasatus |
|  |                   |
|  | Pluteus romellii  |
|  |                   |

|  | \| \| Pluteus petasatus \| \| \| \| \| \| Pluteus romellii \| \| \| \| |
|  |                                                                        |
|  | Pluteus atromarginatus                                                 |
|  |                                                                        |
|  | Pluteus petasatus                                                      |
|  |                                                                        |
|  | Pluteus romellii                                                       |
|  |                                                                        |

|  | Pluteus petasatus |
|  |                   |
|  | Pluteus romellii  |
|  |                   |

|  | \| \| Pluteus petasatus \| \| \| \| \| \| Pluteus romellii \| \| \| \| |
|  |                                                                        |
|  | Pluteus atromarginatus                                                 |
|  |                                                                        |
|  | Pluteus petasatus                                                      |
|  |                                                                        |
|  | Pluteus romellii                                                       |
|  |                                                                        |

|  | Pluteus petasatus |
|  |                   |
|  | Pluteus romellii  |
|  |                   |

|  | \| \| Pluteus petasatus \| \| \| \| \| \| Pluteus romellii \| \| \| \| |
|  |                                                                        |
|  | Pluteus atromarginatus                                                 |
|  |                                                                        |
|  | Pluteus petasatus                                                      |
|  |                                                                        |
|  | Pluteus romellii                                                       |
|  |                                                                        |

|  | Pluteus petasatus |
|  |                   |
|  | Pluteus romellii  |
|  |                   |

|  | \| \| Pluteus petasatus \| \| \| \| \| \| Pluteus romellii \| \| \| \| |
|  |                                                                        |
|  | Pluteus atromarginatus                                                 |
|  |                                                                        |
|  | Pluteus petasatus                                                      |
|  |                                                                        |
|  | Pluteus romellii                                                       |
|  |                                                                        |

|  | Pluteus petasatus |
|  |                   |
|  | Pluteus romellii  |
|  |                   |

|  | \| \| Pluteus petasatus \| \| \| \| \| \| Pluteus romellii \| \| \| \| |
|  |                                                                        |
|  | Pluteus atromarginatus                                                 |
|  |                                                                        |
|  | Pluteus petasatus                                                      |
|  |                                                                        |
|  | Pluteus romellii                                                       |
|  |                                                                        |

|  | Pluteus petasatus |
|  |                   |
|  | Pluteus romellii  |
|  |                   |

|  | \| \| Pluteus petasatus \| \| \| \| \| \| Pluteus romellii \| \| \| \| |
|  |                                                                        |
|  | Pluteus atromarginatus                                                 |
|  |                                                                        |
|  | Pluteus petasatus                                                      |
|  |                                                                        |
|  | Pluteus romellii                                                       |
|  |                                                                        |

|  | Pluteus petasatus |
|  |                   |
|  | Pluteus romellii  |
|  |                   |

|  | \| \| Pluteus petasatus \| \| \| \| \| \| Pluteus romellii \| \| \| \| |
|  |                                                                        |
|  | Pluteus atromarginatus                                                 |
|  |                                                                        |
|  | Pluteus petasatus                                                      |
|  |                                                                        |
|  | Pluteus romellii                                                       |
|  |                                                                        |

|  | Pluteus petasatus |
|  |                   |
|  | Pluteus romellii  |
|  |                   |

|  | \| \| Pluteus petasatus \| \| \| \| \| \| Pluteus romellii \| \| \| \| |
|  |                                                                        |
|  | Pluteus atromarginatus                                                 |
|  |                                                                        |
|  | Pluteus petasatus                                                      |
|  |                                                                        |
|  | Pluteus romellii                                                       |
|  |                                                                        |

|  | Pluteus petasatus |
|  |                   |
|  | Pluteus romellii  |
|  |                   |

|  | \| \| Pluteus petasatus \| \| \| \| \| \| Pluteus romellii \| \| \| \| |
|  |                                                                        |
|  | Pluteus atromarginatus                                                 |
|  |                                                                        |
|  | Pluteus petasatus                                                      |
|  |                                                                        |
|  | Pluteus romellii                                                       |
|  |                                                                        |

|  | Pluteus petasatus |
|  |                   |
|  | Pluteus romellii  |
|  |                   |

|  | \| \| Pluteus petasatus \| \| \| \| \| \| Pluteus romellii \| \| \| \| |
|  |                                                                        |
|  | Pluteus atromarginatus                                                 |
|  |                                                                        |
|  | Pluteus petasatus                                                      |
|  |                                                                        |
|  | Pluteus romellii                                                       |
|  |                                                                        |

|  | Pluteus petasatus |
|  |                   |
|  | Pluteus romellii  |
|  |                   |

|  | \| \| Pluteus petasatus \| \| \| \| \| \| Pluteus romellii \| \| \| \| |
|  |                                                                        |
|  | Pluteus atromarginatus                                                 |
|  |                                                                        |
|  | Pluteus petasatus                                                      |
|  |                                                                        |
|  | Pluteus romellii                                                       |
|  |                                                                        |

|  | Pluteus petasatus |
|  |                   |
|  | Pluteus romellii  |
|  |                   |

|  | \| \| Pluteus petasatus \| \| \| \| \| \| Pluteus romellii \| \| \| \| |
|  |                                                                        |
|  | Pluteus atromarginatus                                                 |
|  |                                                                        |
|  | Pluteus petasatus                                                      |
|  |                                                                        |
|  | Pluteus romellii                                                       |
|  |                                                                        |

|  | Pluteus petasatus |
|  |                   |
|  | Pluteus romellii  |
|  |                   |

Cladograma que indica la filogenia de L. incarnatum y algunas especies afines del clado Pluteoide, basado en secuencias de ADN ribosómico; según Matheny et al., 2006.
En un principio se pensó que Limnoperdon incarnatum estaba asociado a los Gasteromycetes, un conjunto artificial de especies unidas por el hecho de que sus esporas maduran en el interior de los cuerpos fructíferos y no se descargan forzosamente de los basidios. Otros géneros morfológicamente similares incluyen Gasterella de la familia Gasterellaceae, y el Protogaster de la familia Protogastraceae; sin embargo, fue excluido de estos géneros debido a diferencias significativas en el color y estructura de las esporas, presencia de conexiones en pinza, y estructura de los basidios. Por estas razones se describió la nueva familia Limnoperdaceae para contener la nueva especie, y se clasificó junto con las Protogastraceae en el (ahora desaparecido) orden Protogastrales. Más recientemente, se ha utilizado la filogenética molecular para aclarar la relación de Limnoperdon con otros hongos. En 2001, David Hibbett y Manfred Binder establecieron la pertenencia de Limnoperdon incarnatum al clado euagarics, un grupo de especies filogenéticamente relacionadas que tradicionalmente formaban el orden Agaricales. Otros estudios moleculares han situado a Limnoperdaceae en el clado pluteoide de los Agaricales, una agrupación que incluye las familias Pluteaceae, Amanitaceae y Pleurotaceae; otros estudios que utilizaron comparaciones de secuencias de ADN ribosómico situaron a Limnoperdon cerca de los géneros Melanoleuca o Resupinatus, de la familia Tricholomataceae.
Un estudio de campo realizado en 2007 en el que se utilizaron técnicas moleculares para estudiar los taxones de hongos acuáticos en un pequeño arroyo de Valley Spring, en el sur de Ontario (Canadá), descubrió muchos taxones de hongos con una gran afinidad genética con Limnoperdon incarnatum, lo que sugiere que una especie estrechamente relacionada también puede ser común en los arroyos.

## Descripción
La descripción del género es similar a la de la familia, pero especifica además que los cuerpos fructíferos flotan, a veces están incrustados en un subículo suelto (un crecimiento lanoso o similar a una red de hifas), y que las esporas son rojizas. El hongo se ha descrito como un «globo acuático», aunque una revisión posterior consideró que «globo flotante» era un descriptor más adecuado.
Los cuerpos fructíferos de L. incarnatum son diminutos, de ovalados a aproximadamente esféricos, y miden 35-1250 por 200-450 μm. Las bolas flotantes a veces están encerradas en un subículo suelto, con una superficie blanquecina que es bisoide (formada por finos hilos). El peridio (la capa externa de tejido protector) tiene entre 18 y 30 μm de grosor, es bisoide y está formado por hifas pinzadas que suelen tener entre 2,5 y 4 μm de diámetro entrelazadas con dendrofisos (cistidios ramificados irregularmente) de 1 μm de diámetro. La superficie del peridio es hidrófoba, una característica que ayuda a mantener el agua alejada del himenio en crecimiento durante su desarrollo y confiere flotabilidad al cuerpo del fruto.
La gleba es una cámara única, de color rojizo, con una cavidad que tiene forma de esferoide oblato. Inicialmente vacía, en la madurez se llena de esporas que miden 330-1220 por 180-420 μm. La superficie interior lisa de la cámara comprende el tejido fértil portador de esporas (el himenio). Los basidios (células portadoras de esporas) -conspicuos cuando se observan al microscopio- son hialinos (translúcidos), más o menos en forma de garrote y suelen tener hinchazones basales y apicales separadas por una estrecha franja de longitud variable. Los basidios tienen cuatro esporas y esterigmas inflados con una constricción central. Los basidios miden 20-90 (normalmente 25-55) μm de largo por 8-10 μm de grosor. De color rojizo en masa, las esporas son obovadas (en forma de huevo, con la extremidad ancha situada lejos de la base), lisas, de paredes gruesas, y miden 11-16 (típicamente 12-15) por 7-10 μm. Tienen un pedicelo en pico de 2-4 por 2-5 μm, y un poro germinativo basal.

## Hábitat y distribución
La especie se descubrió originalmente flotando en placas de Petri que contenían ramitas de madera dura sumergidas recogidas previamente en un pantano junto a un parque infantil en la orilla sur del lago Unión en Seattle, Washington. Tras la publicación inicial de 1976, se informó de la presencia de L. incarnatum al año siguiente, cuando Keisuke Tubaki lo recuperó de bloques de madera sumergidos en agua salobre en Japón; los científicos Seiya Ito y T. Yokoyama informaron posteriormente de su recogida en arrozales japoneses. Estudios posteriores descubrieron el hongo en varias localidades de Sudáfrica y en estanques de agua dulce de Canadá.

## Desarrollo
Escobar realizó cultivos del hongo colocando cuerpos de fruta frescos en agar que contenía un medio de crecimiento con un extracto de estiércol de caballo. Las puntas de las hifas se utilizaron para obtener cultivos axénicos; el hongo puede crecer en diversos medios utilizados habitualmente para cultivar hongos en el laboratorio. Dependiendo de la composición del medio de cultivo, se formaron cuerpos fructíferos tan pronto como a los ocho días de iniciarse, cuando se cultivó a 20 °C (68 °F) y bajo luz tenue. Cuando bloques diminutos de agar que contenían micelio se sumergían en agua destilada, los filamentos de micelio crecían hacia la superficie del agua y acababan dando lugar a cuerpos fructíferos flotantes conectados al bloque de agar madre por filamentos de hifas.
El micólogo Dennis McCabe estudió el desarrollo del cuerpo fructífero utilizando especímenes cultivados en estado puro. El hongo, que comienza como un penacho de hifas, crece en forma de copa antes de cerrarse por completo para crear la estructura esférica del cuerpo fructífero maduro. Cuando el hongo se encuentra en la fase de copa, el himenio expuesto es inmaduro; normalmente, las esporas se desarrollan después de que el cuerpo del fruto esté completamente cerrado. En algunos casos, el cuerpo del fruto deja de desarrollarse en la fase de copa mientras que el himenio continúa madurando. El resultado es un hongo en forma de copa con una capa expuesta de basidios que contienen esporas normales y maduras. Limnoperdon incarnatum es un hongo estructuralmente simple y relativamente fácil de cultivar, lo que sugiere que puede tener potencial como organismo modelo para el desarrollo de cuerpos fructíferos en general. En las condiciones experimentales utilizadas, los cuerpos fructíferos maduraron para producir esporas unas 72 horas después de que el hongo comenzara a crecer. Las copas abortadas se parecen a los esporocarpos de los hongos cifeloides, pero pueden distinguirse por su fijación ortotrófica de las esporas y la falta de balistosporia (descarga enérgica de las esporas). McCabe y Escobar sugirieron posteriormente que el hongo podría haber evolucionado la pérdida de la balistosporia compensándose con el cierre del cuerpo fructífero en forma de copa en la madurez. Halocyphina villosa es otro pequeño hongo Basidiomycete en forma de copa que se ha adaptado a un medio marino; en contraste con L. incarnatum, sin embargo, comienza con un cuerpo fructífero cerrado que más tarde se abre para convertirse en forma de copa.
Aunque no se sabe con certeza cómo se dispersan las esporas, pueden dispersarse pasivamente en el agua, o un cuerpo fructífero maduro que contenga esporas puede flotar en la superficie del agua para su dispersión. L. incarnatum es homotálico, un modo de reproducción comúnmente empleado por los hongos marinos que puede conferir una ventaja competitiva en ambientes marinos.